# MDNA
MDNA je dvanaesti studijski album američke pjevačice Madonne, objavljen 23. ožujka 2012. pod Interscope Recordsom. To je ujedno i prvi Madonnin album koji nije povezan s Warner Bros. Recordsom., kućom s kojom je potpisala ugovor još 1982. godine. Osim što je i sama sudjelovala u produkciji, Madonna je na albumu surađivala s različitim producentima poput Alle Benassi, Benny Benassi, Demolition Crew, Free School, Michael Malih, Indiigo, William Orbit, Martin Solveig.
Album je primio uglavnom pozitivne komentare kritičara. Debitirao je na broju 1 mnogih ljestvica širom svijeta, uključujući Australiju, Kanadu, Italiju, Španjolsku, Ujedinjeno Kraljevstvo i Sjedinjene Države. Madonna je postavila rekord kao solo-izvođač s najviše broj 1 albuma u Ujedinjenom Kraljevstvu i Australiji. U Sjedinjenim Državama je njezin album zabilježio najveći pad prodaje u drugom tjednu albuma koji su debitirali na prvom mjestu liste u povijesti Nielsen SoundScan ere.
Najavni singl albuma, "Give Me All Your Luvin'", je objavljen 3. veljače 2012. Postao je Madonnin 38. Top 10 singl na Billboard Hot 100, što je dodatno učvrstilo njezin rekord umjetnika s najviše Top 10 singlova u povijesti ljestvice. Drugi singl "Girl Gone Wild" je objavljen 2. ožujka 2012., dok je "Turn Up the Radio" objavljen kao treći singl. Sva tri singla su dospjela na prvo mjesto Hot Dance Club Songs te su učvrstila Madonninu poziciju kao najuspješnijeg klupskog izvođača. Prije objavljivanja albuma, Madonna je 4. veljače 2012. nastupila na 46. Super Bowlu. Album je promoviran na MDNA Tour koja je postala najunosnija turneja 2012. godine, druga najunosnija turneja ženskog izvođača u povijesti i deveta najunosnija turneja svih vremana sa zaradom od 305.1 milijun $ i 88 rasprodanih koncerata.

## Pozadina i snimanje
"Sjano se vratiti u glazbu. Volim intimu studija i pisanja pjesama. Koristim sasvim drugi dio mozga kada pišem glazbu, nego kada snimam film. Na filmu postoje još milijuni ljudi i nemam tu potrebnu slobodu za pjevanjem, vrištanjem... skakanjem uokolo. Vrlo je različito. Oboje volim jako raditi ali ovo je stvarno lijepo kada možeš pisati pjesme nakon tri godine koliko sam pisala scenarij, režirala film, pričala o filmu a sada sjedim i sviram gitaru i pjevam pjesme. Skoro sam zaplakala."

Još u prosincu 2010. Madonna je napisala na svoju Facebook stranicu: "Sad je službeno. Moram se kretati. Moram se znojiti. Moram napraviti novu glazbu. Glazbu na koju mogu plesati. Tražim majluđe, najbolesnije i najopasnije ljude za suradnju...." Madonnin menadžer, Guy Oseary, je 4. srpnja 2011. objavio kako je Madonna počela snimati novi dvanaesti studijski album. Zatim, 15. prosinca 2011. Madonna najavljuje izdavanje albuma u proljeće 2012., te da će to biti debitantsko izdanje iz njezinog ugovora s Live Nation Entertainmentom kojega je potpisala još 2007. godine. Ovim ugovorom se obvezala na snimanje tri albuma s Interscope Recordsom, koji će biti zadužen za distribuciju albuma i singlova. Časopis Billboard je na kraju 2011. godine napravio anketu o najisčekivanijem albumu za sljedeću godinu, te je najviše glasove dobila upravo Madonna sa svojim novim izdanjem.
Martin Solveig je u jednom razgovoru komentirao Madonninu uključenost u snimanje albuma: "Ona je uključena u snimanje albuma koliko god može biti. To je bilo veliko iznenađenje za mene. Mislio sam da će ona provoditi samo sat-dva u studiju, te da će doći pogledati što smo mi napravili i reći "Ovo mi se sviđa, ovo ne. Ovo ću pjevati. Bok" A bilo je baš suprotno. To što na pjesmi pišu zajedniče zasluge za produciju su stvarno istinite, ne stoje tamo bezveze. Bila je stvarno duboko u ovom procesu." Solveig i Madonna su se "odlično slagali" te su pronašli zajedničke interese u glazbi, kinematofrafiji, hrani i vinu. Ljubav prema francuskom filmu Le Samouraï o usamljenom ubojici dovela je do rasprave iz koje je nastala pjesma "Beautiful Killer". Kada je pričala o Solveigu, Madonna je objasnila razloge njihove dobre suradnje, pa je rekla da je on "vrlo organiziran, te metodičan u razmišljanju" te da mu je mogla reći "'Ne, ne sviđa mi se to', i on se ne bih ljutio." Madonna je također pričala i o Williamu Orbitu, kako su njegove europske kvalitete bile prikladne njegovom produkcijskom stilu, s razgovorima tijekom snimanja koji su "esencijalni" te je rekla "S Williamom sam uvijek ulazila u rasprave o filozofiji i kvantnoj fizici." Kada je došao na red Benny i Alle Benassi, rekla je kako je komunilacija bila otežana zbog Bennyjevog slabijeg poznavanja engleskog jezika, te je za vrijeme snimanje njegov bratić Allessandro služio kao prevoditelj, i da je to u početku bilo vrlo frustrirajuće sve dok nisu pronašli način komunikacije. Madonna prije nikada nije radila s Bennyjem Benassijem, te je rekal kako je njihov prvi susret bio težak jer je bila sramežljiva, ali kada su razriješili probleme u komunikaciji imala je osjećaj "kao da ga dobro poznaje".

## Naslov albuma i naslovnica
Madonna je u jednom razgovoru 11. siječnja 2012. otkrila naziv albuma. Kada su je na premijeri njezinog filma W.E. pitali o značenju naziva, ona je rekla: "Madonna... Sviđa mi se ta igra riječi...". Naziv albuma je komentirala i Lucy dawe, glasnogovornica jedne kampanje protiv droge. Za britanski The Sun je rekla da je to "nesmotrena odluka" jer izrazito podsjeća na drogu MDMA, poznatiju kao "Ecstacy". Martin Solveig, jedan od producenata albuma je otkrio kako je M.I.A. predložila ovaj naziv albuma. "zabavljali smo se inicijalima imena, te je M.I.A. rekla madonni da bi album trebala nazvati MDNA, jer bi to bila dobra kratica njezinog imena. Tada smo shvatili kako se od te skarćenice mogu razviti mnoga shvaćanja, ali najvažnije je bilo Madonnin DNA. Nije bilo nikakve namjere promovirati droge. osim bezazlene i zabavne droge: poput glazbe."
Naslovnicu albuma su snimili Mert and Marcus u režiji Giovanni Biancoa. Deluxe naslovnica albuma je objavljena na Madonninoj službenoj Facebook stranici 31. siječnja 2012. Jocelyn Vena s MTV-a ju je opisala: "zabacila je glavu, kosa joj pada straga. Nosi puno maskare, svijetli crveni ruž, te svijetli ružičasti top. Imate dojam da sliku gledate kroz razbijeno staklo, dajaući joj funky, dance-queen vibru." Također je rekla da Madonna "uistinu sebe izražava u glamuroznoj, dekonstruiranoj fotografiji punoj blještećeih boja." Jeff Giles iz PopCrush je rekao: "Sastojeći se od šarene slike Madonne u klasičnom blond i glamoruznom izdanju, omot MDNA obećava veliki korak naprijed dok istovremeno snažno podsjeća na njezin rad 80-ih." Robbie Daw iz Idolator je naslovnicu usporedio s onom albuma True Blue (1986). Naslovnica standardne verzije albuma je objavljena 6. veljače 2012. Emily Hewett iz časopisa Metro kaže: iako ovaj cover dijeli slične boje i sličan zamagljeni sjaj s deluxe coverom. standardna naslovnica prikazuje krupni plan američke pjevačice kako nosi usku haljinu i rukavice više nego samu glavu."

## Kontroverzije
Oko pjesme "Girls Gone Wild" je 4. veljače 2012. izbila mala kontroverza. Joe Francis, poznat po istoimenoj franšizi, zaprijetio je Madonni tužbom ako bi ona zapjevala tu pjesmu na Super Bowlu. On tvrdi da je prekršen federalni i državni zakon o zaštiti naziva proizvoda tako što je ne samo korišten naziv Girls Gone Wild, nego što se taj naziv koristi i za promociju njezinih glazbenih uradaka. Ali NFL je objavio kako Madonna neće pjevati tu pjesmu na Super Bowlu.

## Komentari kritičara
MDNA je primio uglavnom pozitivne komentare kritičara. Na Metacriticu, gdje je gornji najbolji rezulatat 100, album je zaradio 64 na osnovu 33 recenzije, što označava "uglavnom pozitivne recenzije". Andy Gill iz The Independent je napisao da album "predstavlja određene, nimalo glupave izmjene Madonninog brenda nakon mlakog Hard Candya". Rolling Stone je album nazvao "disco album o razvodu", a za glazbu je rekao da "postoji puno zloće, a glazba ima dubinu koja zaslužuje ponovno preslušavanje." Priya Elan iz NME je MDNA nazvala "smješnim ugodnim neredom", navodeći za razloge "psihotične, soul-bearing stvari" kao "jedne od korjenitih stvari koje je ikada učinila." Laurence Green iz musicOMH je pohvalio Madonnu za "posebnu brigu i prosudbu za proizvodnju jedne od najenergičnije, zvukovno vitalne glazbe koju je napravila u zadnje vrijeme." te je napisao da alum "iako dance album, on nadmašuje, često samo zato što to što radi s takvim neobuzdanim povjerenjem, onim koji može doći samo od Madonne." Enio Chiola iz PopMattersa je napisao da Madonna "vješto mješa produkcijske varijacije" te je album nazvao "povratničkom dobrodošlicom na tako mnogo različitih načina."
Iako je za tekstove rekao da su povremeno klišeji, BBC Music je pohvalio albumske "vrhunce" i zaključio: "Ima svojih grešaka, ali MDNA nije samo dobar pop album, to je i dobar Madonnin album uz to." Sarah Rodman iz  The Boston Globe je hvalila pjesme koje istražuju "više osobne i nepoznate teritorije" te je napisala "to nije Madonnin izvrstan album, ali uvelike nadilazi Madonnine neposredne prethodnike kad Madonna razbije ljuske tvrgog bombona i omogući nam ulazak u njezin emocionalni centar." Slant Magazine kaže da je album "iznenađujuće dobro povezan s obzirom na sedam+ producenata" te keže da je "još uvijek očigledno da Madonna i Orbit još uvijek mogu stvoriti magiju zajedno." Simon Goddard iz Q je albuma nazvao "najboljim još od Ray of Light (1998.), kao što ga je nazvao i Chicago Tribunekoji je još dodao da se Madonna "ističe" na Orbitovim pjesmama. Caryn Ganz iz Spin je imao sličan komentar: "ako postoji jedan producent koji može najbolje iščupati Madonnine osjećaje, onda je to Orbit." Jon Pareles iz The New York Times je komentirao kako Madonnin "pop instinkt, koji je prije svega brzo hvatljiv, dovodi do toga da je MDNA zanimljiv." Robert Christgau je albumu dodijelio A- ocjenu govoreći da je "ovo vrsta vrtne sorte koja ima veliki luksuz glazbenog mikromarketinga i preproduciranosti." SoundGuardian kaže: "Iako nije jak kao njeni najbolji studijski uraci, svoju ulogu izvršava izvrsno - služi kao podsjetnik svim mladim pop pjevačicama na to tko je stvorio glazbu kakvu one prave", te "MDNA će zauzimati mjesto vrlo dobrog albuma u Madonninoj diskografiji. Nije ikonski, ne. Nije novi Like A Prayer, Ray Of Light ili True Blue. No s druge strane, nije bio ni Bedtime Stories, ali je kroz njenu diskografiju ostao jedan od najjačih albuma." Aleksandar Dragaš iz Jutarnjeg lista kaže: "MDNA je stilski čist album elektronske pop-glazbe s ponešto reminiscencija na važnije Madonnine etape i s neizbježnom dozom erotike, ali ne i spektakularan koliko se očekivalo. Madonna i dalje nije dobra pjevačica.", te se osvrnuo na tekstove pjesama: "bitno su plići od onoga što bi bilo prirodno očekivati od 54-godišnje gospođe i majke. No, to je Madonna."
Međutim, Allmusic je mišljenja da je album "kremast" i " previše mršav" kao rezultat "kalkulacija" u cilju reafrimiranja Madonnine premoćnosti u danceu i popu. Melissa Maerz iz Entertainment Weekly je napisala slično "sve previše podsjeća na Madonninu radnu etiku koja može biti iscrpljujuća". Helen Brown iz The Daily Telegraph je ošto kritizirao tekstove kao "prestrašne klišeje" i kritizirao Madonnin smjer pišući "žena koja očajnički i vidno ulaže toliko energije u zvučanje i izgledanje poput tinejdžerice je totalni promašaj popa, partija... života." Emily Mackay iz The Quietus je primijetila "nedostatak ambicija" i optužila Madonnu za "igranje na sigurno". Pitchfork Media misli da je album "šokantno banalan" i "osobito šupalj, mrtav rezultat obveza, rokova i zaštićenih oklada." Los Angeles Times kaže da Madonnina glazba već previše poznata i da "album nudi dokaz da je pjevačica pala, te da više ne određuje smjer u pop glazbi." Genevieve Koski iz The A.V. Club kritizira "elektronski manipulirani" vokal i "velike, generičke Euro-dance bitove" dok MDNA naziva "kompetentnim, ali i površnim". The Observer je ambivalentan prema "nespretnom rave-pop-u", ali naglašavajući da su "više smirujuće, manje gromoglasne pjesme zasjale", te da "zadnji dio albuma zvuči puno bolje, kao da je posuđen iz sasvim drugog i mnogo boljeg projekta." Alexis Petridis iz The Guardian je mišljenja kako album "nije ni trijumf niti katastrofa" te da ispada da je to "još samo jedan Madonnin album".

## Komercijalni uspjeh
Album je debitirao na prvom mjestu Billboard 200 s prodanih 359,000 kopija u Sjedinjenim Državama, što je bio Madonnin najbolji prvi tjedna još od Music (2000.). Album je postao njezin sveukupno osmi i peti zaredom broj 1 album koji je dospio na prvo mjesto. Prodaja albuma je povećana zbog nadolazeće turneje jer su fanovi koji su kupili kartu za koncert dobili primjerak albuma. Otprilike 185,000 kopija albuma je prodano na taj način. U drugom tjednu je album pao na osmu poziciju s prodanih 48,000 kopija i 86,7% manjom prodajom, što je bio do tada najveći pad s prvog mjesta još od albuma Christmas Michael Bubléa (2011) koji je pao na 24. mjesto s 96% padom, te najveći pad u drugom tjednu u povijesti Nielsen SoundScan ere, nadmašivši Lady Gagu s albumom Born This Way (2011.) s 84.3% padom. Album je prodan u više od 500.000 primjeraka te je zaradio zlatnu certifikaciju prema Recording Industry Association of America. Do listopada 2012. prodano je 512,000 kopija albuma. MDNA je debitirao na prvom mjestu Canadian Albums Chart s prodanih 32.000 kopija. I u Ujedinjenom Kraljevstvu je album debitirao na prvom mjestu UK Albums Chart s prodanih 56.335 kopija. To je bio Madonnin dvanaesti album na vrhu britanske ljestvice, te je time srušila rekord koji je držala s Elvis Presleyem za solo glazbenika s najviše broj 1 albuma. Jedino The Beatles imaju više broj 1 albuma od Madonne, i to njih petnaest. Album je u drugom tjednu dospio na sedmo mjesto, a u trećem tjednu pao na trinaesto mjesto, što je bilo prvi puta još od 1983. da je Madonnin album ispao iz Top 10 već u trećem tjednu. U Njemačkoj je album već u prvom tjednu zaradio zlatnu certifikaciju prema Bundesverband Musikindustrie (BVMI) za distribuciju 100.000 primjeraka albuma, dok je album na ljestvici debitirao na trećem mjestu.
U Australiji je albuma debitirao na prvom mjestu i odmah zaradio zlatnu certifikaciju za distribuciju 35.000 primjeraka prema Australian Recording Industry Association (ARIA). To je bio Madonnin deseti broj 1 albuma, čime je postala solo glazbenik s najviše broj 1 albuma u Australiji, dok ju je u ukupnom poretku smjetilo iza The Beatlesa s četrnaest i U2-a s jedanaest takvih albuma. Na Novom Zelandu je album debitirao na trećem mjestu, međutim već drugi tjedna je pao na trideset i sedmu poziciju, dok se sveukupno na ljesvici zadržao samo tri tjedna. Do danas je to madonnin najlošiji album u toj državi. U Japanu je album prodan u 31.000 primjeraka u prvom tjednu te je debitirao na četvrtom mjestu Oricon ljestvice. Isti taj tjedan je njezin box set The Complete Studio Albums (1983–2008) debitirao na devetom mjestu, što je bilo po prvi puta da je neka internacionalana ženska glazbenica u povijesti japanske ljestvice imala dva albuma u Top 10 istovremeno i po prvi puta nakon 20 godina da je internacionalni glazbenik postigao isti uspjeh, još nakon Bruce Springsteena. S time je Madonna skupila 22 Top 10 albuma u Japanu, što je više i od jednog drugog međunarodnog glazbenika. Album je dobio i zlatnu certifikaciju za distribuciju 100.000 primjeraka albuma. U Indiji je album u prvom tjednu dobio zlatnu certifikaciju, te je album postao najbrže prodavani ineternacionalni album te godine u Indiji. Madonna je postavila rekord i u Turskoj gdje je MDNA prodan u 30.000 kopija u samo četiri dana, te je nadmašio čak i domaće albume. U Rusiji je album debitirao na prvom mjestu s prodanih 26.000 kopija te je dobio dvostruku platinastu certifikaciju. Već 25. travnja prodaja albuma je narasla na 50.000. Dva tjedna kasije album je zaradio peterostruku platinastu certifikaciju s prodanih 7.000 fizičkih kopija albuma i 44.000 digitalnih kopija.

## Singlovi
- "Give Me All Your Luvin'" je objavljen kao prvi singl s albuma 3. veljače 2012.[72] Pjesma je primila raznolike komentare kritičara, koji su hvalili pamtljivu melodiju, ali su bili mišljenja da je pjesma puno inferiornija u odnosu na Madonnine prethodne singlove.[73] Mnogi kritičari su naglasili da pjesma kao najavni singl nije adekvatan prikaz albuma.[29][74] Pjesma je dospjela na vrh ljestvica u Kanadi, Finskoj, Mađarskoj, Izraelu i Venecueli, u Top 5 u nekoliko europskih država, Japanu i Južnoj Koreji.[75] Pjesma je postala 38. Madonnin Top 10 singl na Billboard Hot 100, što je dodatno učvrstilo njezin rekord izvođača s najviše takvih singlova u povijesti ljestvice.[76] Prateći glazbeni video su režirali Megaforce, te prikazuje nogometaše i navijačice, temu inspiriranom nastupom na Super Bowlu.[77]
- "Girl Gone Wild", drugi singl s albuma, objavljen je 2. ožujka 2012. Dobio je raznolike komentare kritičara. Dok su jedni hvalili dance prirodu pjesme, drugi su primijetili sličnost s pjesmama ostalih mainstream umjetnika.[78][79] Crno bijeli video režirali su fotografi Mert and Marcus.[80]
- Madonnin menadžer Guy Oseary potvrdio je na Twitteru i MTVu da će pjesma "Turn Up the Radio" biti objavljena kao treći singl s albuma 5. kolovoza 2012.[81][82]

## Promocija

### Super Bowl
Madonna je nastupila na poluvremenu utakmice Super Bowla 5. veljače 2012. na Lucas Oil Stadiumu u Indianapolisu, a prenosila je NBC televizijska kuća. S madonnom su za ovaj nastup surađivali Cirque Du Soleil i Jamie King. Izvela je "Vogue", Music", "Give Me All Your Luvin'" te "Open Your Heart"/"Express Yourself" uvod u "Like a Prayer". M.I.A. i Nicki Minaj su se pojavile obučene kao navijačice i pridružile se Madonni u izvedbi "Give Me All Your Luvin'". Umjesto da je otpjevala stih u kojem se spominje riječ shit, M.I.A. je u kamere pokazala srednji prst, što je izazvalo kontroverze i isprike.
Madonna nije bila plaćena za nastup, kao ni prethodni izvođači prošlih godina. Međutim, Forbes je zaključio da s obzirom na to da 30-sekundna reklama košta 3 milijuna $, da bi madonnino 12-minutno pojavljivanje zasigurno imalo značajanu promocijsku vrijednost Madonninih glazbenih uradaka u vrijeme događaja.

### MDNA Tour
Madonna je najavila svoju devetu koncertnu turneju 7. veljače 2012. Turneja će započeti 29. svibnja u Tel Avivu, a završit će u Australiji početkom 2013. Ovo će biti njezina najveća turneja do sada s 90 koncerata, te će nastupiti po prvi puta u Australiji u posljednjih 20 godina, te kao i u drgim dijelovima svijeta. Turneja kreće s europskim datumima, pa će tako obići sve veće gradove poput Londona, Pariza, Milana, Kopenhagena, Barcelone, Varšave, Istanbula, Moskve i Berlina, prije nego preseli na sjevernoameriču turneju. 26. ožujka 2012. Madonna je potvrdila putem Twittera da će se turneja zvati MDNA Tour.

## Popis pjesama

### Standardno izdanje
| 1.    | »Girl Gone Wild«                                     | Madonna, Jenson Vaughan, Alle Benassi, Benny Benassi                                                                     | Madonna, B. Benassi, A. Benassi     | 3:43 |
| 2.    | »Gang Bang«                                          | Madonna, William Orbit, Priscilla Hamilton, Keith Harris, Jean Baptiste, Mika, Don Juan Demo Casanova, Stephen Kozmeniuk | Madonna, Orbit, The Demolition Crew | 5:26 |
| 3.    | »I'm Addicted«                                       | Madonna, A. Benassi, B. Benassi                                                                                          | Madonna, A. Benassi, B. Benassi     | 4:33 |
| 4.    | »Turn Up the Radio«                                  | Madonna, Martin Solveig, Michael Tordjman, Jade Williams                                                                 | Madonna, Solveig                    | 3:46 |
| 5.    | »Give Me All Your Luvin'« (ft. Nicki Minaj & M.I.A.) | Madonna, Solveig, Minaj, M.I.A., Tordjman                                                                                | Madonna, Solveig                    | 3:22 |
| 6.    | »Some Girls«                                         | Madonna, Orbit, Klas Åhlund                                                                                              | Madonna, Orbit                      | 3:53 |
| 7.    | »Superstar«                                          | Madonna, Indiigo | Madonna, Indiigo, Michael Malih     | 3:55 |
| 8.    | »I Don't Give A« (ft. Nicki Minaj)                   | Madonna, Solveig, Minaj, Julien Jabre                                                                                    | Madonna, Solveig                    | 4:19 |
| 9.    | »I'm a Sinner«                                       | Madonna, Orbit, Baptiste                                                                                                 | Madonna, Orbit                      | 4:52 |
| 10.   | »Love Spent«                                         | Madonna, Orbit, Baptiste, Hamilton, Alain Whyte, Ryan Buendia, Michael McHenry                                           | Madonna, Orbit, Free School         | 3:45 |
| 11.   | »Masterpiece«                                        | Madonna, Julie Frost, Jimmy Harry                                                                                        | Madonna, Orbit                      | 3:58 |
| 12.   | »Falling Free«                                       | Madonna, Laurie Mayer, Orbit, Joe Henry                                                                                  | Madonna, Orbit                      | 5:13 |
| 50:45 |                                                      | |                                     |      |

### Deluxe izdanje
| 13.   | »Beautiful Killer«                                                     | Madonna, Solveig, Tordjman                      | Madonna, Solveig                                 | 3:48 |
| 14.   | »I Fucked Up«                                                          | Madonna, Solveig, Jabre                         | Madonna, Solveig                                 | 3:28 |
| 15.   | »B-Day Song« (ft. M.I.A.)                                              | Madonna, Arulpragasam, Solveig                  | Madonna, Solveig                                 | 3:33 |
| 16.   | »Best Friend«                                                          | Madonna, A. Benassi, B. Benassi                 | Madonna, Demolition Crew, B. Benassi, A. Benassi | 3:19 |
| 17.   | »Give Me All Your Luvin' (Party Rock Remix)« (ft. LMFAO & Nicki Minaj) | Madonna, Solveig, Minaj, Arulpragasam, Tordjman | Madonna, Solveig                                 | 4:00 |
| 68:53 |                                                                        |                                                 |                                                  |      |

### Japan Deluxe izdanje
| 18.   | »Girl Gone Wild« (Justin Cognito Radio Edit) | Madonna, Vaughan, A. Benassi, B. Benassi | Madonna, B. Benassi, A. Benassi (remix by Justin Cognito) | 3:37 |
| 71:09 |                                              |                                          |                                                           |      |

## Album na ljestvicama
| Država                     | Pozicija |
| -------------------------- | -------- |
| Argentina                  | 1        |
| Australija                 | 1        |
| Austrija                   | 3        |
| Belgija (Flandrija)        | 1        |
| Belgija (Valonija)         | 3        |
| Brazil                     | 1        |
| Danska                     | 2        |
| Finska                     | 1        |
| Francuska                  | 2        |
| Grčka                      | 1        |
| Hrvatska                   | 1        |
| Irska                      | 1        |
| Italija                    | 1        |
| Japan                      | 4        |
| Kanada                     | 1        |
| Mađarska                   | 1        |
| Meksiko                    | 1        |
| Nizozemska                 | 1        |
| Norveška                   | 2        |
| Novi Zeland                | 3        |
| Njemačka                   | 3        |
| Poljska                    | 1        |
| Portugal                   | 2        |
| Rusija                     | 1        |
| Španjolska                 | 1        |
| Švedska                    | 1        |
| Švicarska                  | 2        |
| Švicarska (Romandie)       | 1        |
| Turska                     | 1        |
| Ujedinjeno Kraljevstvo     | 1        |
| US Billboard 200           | 1        |
| US Dance/Electronic Albums | 1        |

| Država                 | Certifikacija |
| ---------------------- | ------------- |
| Australija             | Zlatna        |
| Austrija               | Zlatna        |
| Brazil                 | 2× Platinasta |
| Danska                 | Zlatna        |
| Finska                 | Zlatna        |
| Francuska              | Platinasta    |
| Grčka                  | 2× Platinasta |
| Indija                 | Zlatna        |
| Italija                | Platinasta    |
| Japan                  | Zlatna        |
| Kolumbija              | 2× Platinasta |
| Mađarska               | Zlatna        |
| Meksiko                | Zlatna        |
| Njemačka               | Zlatna        |
| Poljska                | Platinasta    |
| Portugal               | Zlatna        |
| Rusija                 | 7× Platinasta |
| Španjolska             | Zlatna        |
| Švedska                | Zlatna        |
| Ujedinjeno Kraljevstvo | Zlatna        |
| Sjedinjene Države      | Zlatna        |

### Godišnja lista albuma
| Država                               | Pozicija |
| ------------------------------------ | -------- |
| Belgija (Flandrija)                  | 40       |
| Belgija (Valonija)                   | 23       |
| Finska                               | 3        |
| Italija                              | 15       |
| Japan                                | 83       |
| Kanada                               | 40       |
| Meksiko                              | 48       |
| Nizozemska                           | 38       |
| Njemačka                             | 76       |
| Rusija                               | 1        |
| Španjolska                           | 23       |
| Švedska                              | 39       |
| Švicarska                            | 32       |
| US Billboard 200                     | 44       |
| US Billboard Dance/Electronic Albums | 2        |

## Album u Hrvatskoj
| Pozicija | 1 | 4 | 11 | 35 | 14 | 37 | x | x | 15 | 40 | x |

| Pozicija | 1 | 3 | 3 | 11 | 5 | 8 | x | 33 | 2 | 14 | 30 |

## Datumi objavljivanja
| Regija                 | Datum             | Format(i)              | Izdanje            |
| ---------------------- | ----------------- | ---------------------- | ------------------ |
| Australija             | 23. ožujka 2012.  | CD, digitalni download | Standardno, deluxe |
| Njemačka               | 23. ožujka 2012.  | CD, digitalni download | Standardno, deluxe |
| Kanada                 | 26. ožujka 2012.  | CD, digitalni download | Standardno, deluxe |
| Kolumbija              | 26. ožujka 2012.  | CD, digitalni download | Standardno, deluxe |
| Japan                  | 26. ožujka 2012.  | CD, digitalni download | Deluxe             |
| Ujedinjeno Kraljevstvo | 26. ožujka 2012.  | CD, digitalni download | Standardno, deluxe |
| Sjedinjene Države      | 26. ožujka 2012.  | CD, digitalni download | Standardno, deluxe |
| Sjedinjene Države      | 10. travnja 2012. | LP                     | Deluxe             |